# Жан-Ілер Обам
Жан-Ілер Обам (фр. Jean-Hilaire Aubame; 20 листопада 1912 — 16 серпня 1989) — габонський політичний і державний діяч колоніального періоду й доби незалежності, глава держави з 18 до 19 лютого 1964 року. Фактично виконував функції керівника країни упродовж одного дня після державного перевороту, в результаті якого було усунуто від влади та викрадено колишнього очільника Леона Мба.
Народився в родині представників групи народів фанґ. У ранньому віці став сиротою, тому виховувався в родині свого названого брата — Леона Мба, який надалі став його головним політичним суперником. Заручившись підтримкою своїх колег, Обам увійшов до політичного життя країни, ставши першим представником Габону в Національних зборах Франції (з 1946 до 1958 року). Також зробив значний внесок до розв'язання африканських проблем, передусім домагаючись підвищення рівня життя в Габоні та сприяючи урбанізації країни. Причиною швидкого сходження Обама в габонській політиці стала підтримка з боку представників християнського духовенства й адміністрації, натомість Мба підтримували колоністи.
Незважаючи на суперництво Обама та Мба, який надалі став Президентом Габону, обидва політики за свою кар'єру сформували кілька політичних союзів, які завдяки політичній збалансованості мали підтримку електорату. На знак вдячності за підтримку Мба призначив Обама міністром закордонних справ Габону, а згодом — головою Верховного суду. Тим не менше відмова Обама від злиття своєї партії з партією Мба, в результаті якого в країні сформувалася б однопартійна система, стала причиною суперечок між політиками. У результаті державного перевороту 1964 року Обам став президентом, однак за три дні заколот було придушено. Незважаючи на те, що безпосередньо Обам не брав участі у плануванні перевороту, його було засуджено до 10 років каторжних робіт і 10 років заслання. 1972 року наступник Мба, Омар Бонго, дозволив Обаму повернутись на батьківщину. 1989 року Обам помер.

## Життєпис

### Ранні роки

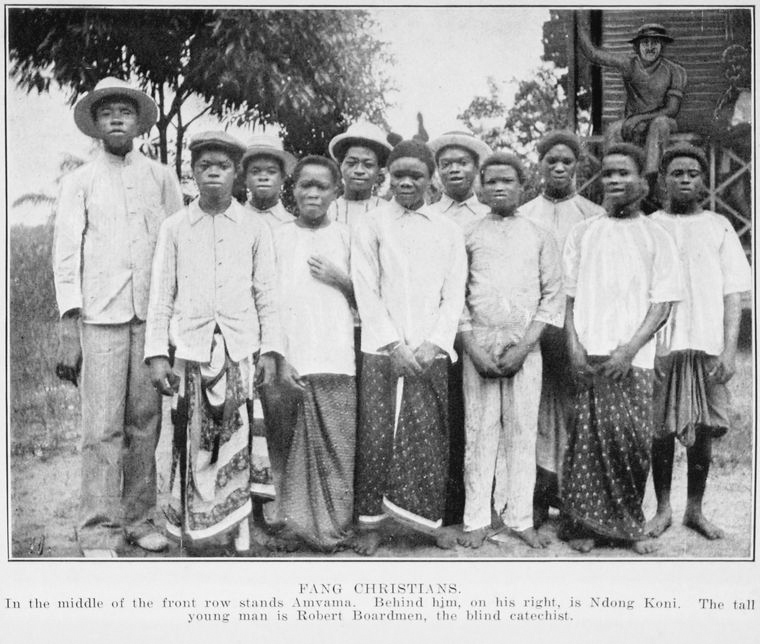
Представники народу фанґ у християнській місії, бл. 1912

Народився в родині представників народу фанґ неподалік від Лібревіля. У віці 8 років втратив батька, а в 11 років — мати. Надалі про Жана-Ілера піклувався Аббе-Жан Обаме — названий брат Леона Мба, який викладав у кількох римо-католицьких місіях. Після закінчення школи Жан-Ілер влаштувався на роботу шкільним учителем.
24 березня 1931 року завдяки допомозі Мба Обам влаштувався до митної служби. З 1931 до 1935 року працював у Лібревілі, 1935 — перевівся до Бангі, а 1936 року — до Браззавіля, де разом із братом політика Луї Бігманна заснував філію компанії «Mutuelle Gabonaise». У той же час Обам був членом організації «Association des fonctionnaires».
Після промови Шарля де Голля, яку він виголосив 18 червня 1940 року, Обам виступив на боці патріотичного руху «Вільна Франція», й у листопаді того ж року габонська адміністрація доручила йому згуртувати представників народу фанґ навколо спільної справи перемоги. У лютому 1942 року Обам зустрівся з колоніальним адміністратором Феліксом Ебуе, ставши невдовзі його протеже та радником у африканських справах. Як нагорода за вірну службу колоніальній владі Обам серед небагатьох африканців був призначений 23 лютого 1943 року до Європейського відділу державної служби, а 1 січня 1944 Ебуе призначив його головою муніципальної комісії в районі Пото-Пото у Браззавілі (залишався на посаді до 10 листопада 1946 року). Обам також брав участь у Браззавільській конференції губернаторів французьких колоніальних володінь 1944 року.
Після раптової смерті Ебуе в березні 1944 року Обам працював радником генерал-губернатора Французької Екваторіальної Африки та його секретарем. Останній підтримав його бажання взяти участь у парламентських виборах, відкритих відтоді для автохтонів. У результаті Обам повернувся до Габону й під час виборчої кампанії зміг отримати підтримку як колоніальної адміністрації, так і місіонерів.

### Депутат

#### Депутат Національних зборів Франції
Незважаючи на поразку на виборах 1945 року, Обам 10 листопада 1946 став першим представником Габону в Національних зборах Франції, здобувши 7069 голосів з 12 528 можливих. У період з 1946 до 1951 року обіймав посаду члена комісії з питань морського транспорту, преси, комунікацій, праці та соціального забезпечення. 27 серпня 1947 року під час голосування Обам підтримав незалежність Алжиру, а 9 липня 1949 — створення Ради Європи.
Обама було переобрано депутатом Зборів 17 червня 1951 року, він набрав 17 329 голосів з 29 203, а також 2 січня 1956 (26 712 з 57 031). Таким чином він залишався депутатом до кінця існування Четвертої республіки. Приблизно у той же час свою політичну кар'єру розпочав Мба, якого було заслано до Убангі-Шарі.
Приєднавшись до Французької секції Робітничого інтернаціоналу, Обам згодом тісно співпрацював з парламентською групою «Indépendants d'Outre-Mer», лідерами якої у майбутньому стали президент Сенегалу Леопольд Сенгор і камерунський політик Луї-Поль Ожула. Як депутат Зборів Обам проживав у Парижі, однак регулярно їздив до Габону.
Він продовжував сприяти розвитку місцевої габонської політики, намагаючись посилити вплив кланів народу фанґ. Фактично, як стверджував Мба, Обам був надто пов'язаний із кланами фанґ, щоб враховувати інтереси південних племен. Окрім того, Обам був лідером у розв'язанні африканських проблем, домагаючись підвищення рівня життя в Габоні та сприяючи урбанізації в країні. 26 вересня 1951 року він проголосував за підвищення мінімального розміру оплати праці в заморських територіях Франції. Був заступником голови Комісії з 1953 до 1955 року. 1947 Обам започаткував Габонський демократичний і соціальний союз (фр. Union Démocratique et Sociale Gabonaise), керівні посади в якому посіли представники внутрішніх регіонів Габону, передусім провінції Волю-Нтем. Маючи програму, що відрізнялась від програми Габонського демократичного блоку, сформованого Мба, партія Обама виступала за зниження економічної залежності Габону від Франції та прискорену «африканізацію» французької політики. Завдяки підтримці ГДСС Обам був переобраний у 1951 та 1956 роках, і вже невдовзі у політичному житті Габону найбільшого впливу мав Обам, якого підтримували представники християнських місій та колоніальна адміністрація, та Мба, який мав підтримку колоністів.

#### Депутат Габонської територіальної асамблеї
1952 року Обам був обраний представником провінції Волю-Нтем у Габонській територіальній асамблеї, а у березні 1957 року — знову переобраний. На тих виборах Габонський демократичний і соціальний союз також здобув найбільшу кількість місць в асамблеї: 18 з 40 (партія Мба завоювала 16 місць), однак після перерахунку голосів Габонський демократичний блок отримав 21 місце проти 19 у ГДСС. Однак, зважаючи на відсутність абсолютної більшості у жодної з партій, 21 травня 1957 року обидві партії були змушені узгодити список осіб, що увійшли до нового уряду. Того ж дня Мба був призначений заступником голови уряду, а Обам — головою. Однак через зростання суперечностей між двома партіями Обам був змушений залишити посаду, виступивши з ініціативою щодо висловлення вотуму недовіри уряду. Тим не менше діяльність уряду отримала схвалення (на підтримку вотуму виступили 19 депутатів, проти — 21). Після перемоги Мба більша частина членів ГДСС, обраних до Асамблеї, підтримала парламентську більшість. В результаті уряд країни отримав підтримку 29 з 40 депутатів Асамблеї, а Мба посилив свою владу.

### Незалежність та опозиція

#### Лідер опозиції

Прапор Габону

Виступивши на підтримку створення Французької співдружності за результатами конституційного референдуму 28 вересня 1958 року, Габон став самоврядною територією. На 19 червня 1960 року було призначено парламентські вибори, які мали відбутись за загальними списками, коли кожна з партій представляла на виборах список усіх своїх кандидатів. За такою виборчою системою список, за який проголосувала більшість населення, оголошувався переможцем, а партія, що перемогла, отримувала всі місця. Завдяки зміні кордонів виборчих округів Габонський демократичний блок отримав у законодавчому органі 244 місця, натомість ГДСС — лише 77. Однак, лише за кілька місяців законодавча більшість переймалась лише внутрішніми суперечками. Внаслідок Мба, який став президентом Габону, ухвалив рішення про розпуск Асамблеї та зробив ставку на партнерство з опозицією, що, на його думку, мало зміцнити його позиції.
Разом з Обамом він сформував кілька політичних союзів, які завдяки своїй політичній збалансованості міли підтримку електорату. 12 лютого союз набрав 99,75 % голосів, і того ж дня Мба був обраний президентом Габону. За надану підтримку Обам отримав пост міністра закордонних справ. Однак між політиками зберігались політичні суперечки: якщо Мба виступав за зміцнення виконавчої влади, то Обам навпаки підтримував ідею створення парламентської республіки. Суперечності ще більше посилились, коли 21 лютого 1961 року було одностайно ухвалено нову Конституцію Габону, за якою країна ставала суперпрезидентською республікою. Відповідно до Конституції Мба здобув право призначати міністрів, а також визначати коло їх повноважень.
19 лютого Мба відмовився від співробітництва з Обамом; всі представники партії ГДСС були виключені з уряду за винятком Франсіса Ме, який підтримав Мба. Причиною такого кроку стала відмова Обама від злиття своєї партії з партією Мба, в результаті чого у країні було сформовано однопартійну систему. Щоб прибрати Обама з парламенту, Мба призначив його 25 лютого головою Верховного суду. Надалі Мба заявив про те, що Обама залишив своє місце у Національній асамблеї через неможливість суміщення обох посад і виконання своїх обов'язків у парламенті. Однак Обам ухвалив рішення відмовитись від посади голови Верховного суду, чим тільки ускладнив стосунки з президентом країни. Через зростання суперечностей між урядом і Національною асамблеєю Мба видав 21 січня 1964 року указ про розпуск законодавчого органу «з метою економії».
Невдовзі після цього було оголошено про умови балотування й передвиборчої кампанії: кількість виборчих округів було зменшено з 67 до 47. За новими правилами заборонялось балотуватись тим особам, які вже були депутатами в розпущеному парламенті. Таким чином Мба позбавився свого головного політичного суперника — Обама. Кожна партія мала подати список кандидатів з 47 осіб, кожен з яких мав сплатити US$160. Завдяки такому фінансовому обмеженню Мба сподівався, що єдиною партією, яка зможе внести зазначені кошти й узяти участь у парламентських виборах, стане його Союз. У відповідь на це опозиція відмовилась від участі у виборах, оголошених нею несправедливими. В країні почалась підготовка до державного перевороту.
Тим не менше жодних доказів того, що Обам був одним із змовників, які взяли участь у розробці плану перевороту, немає. Найбільш імовірно, політик приєднався до змовників уже після формування нового уряду. У свою чергу, про змову, імовірно, знав його племінник, в минулому посол Габону у Великій Британії, який міг попередити свого дядька про переворот. Однак так і залишається невідомим, установив чи ні Обам контакти з заколотниками.

#### Державний переворот 1964 року

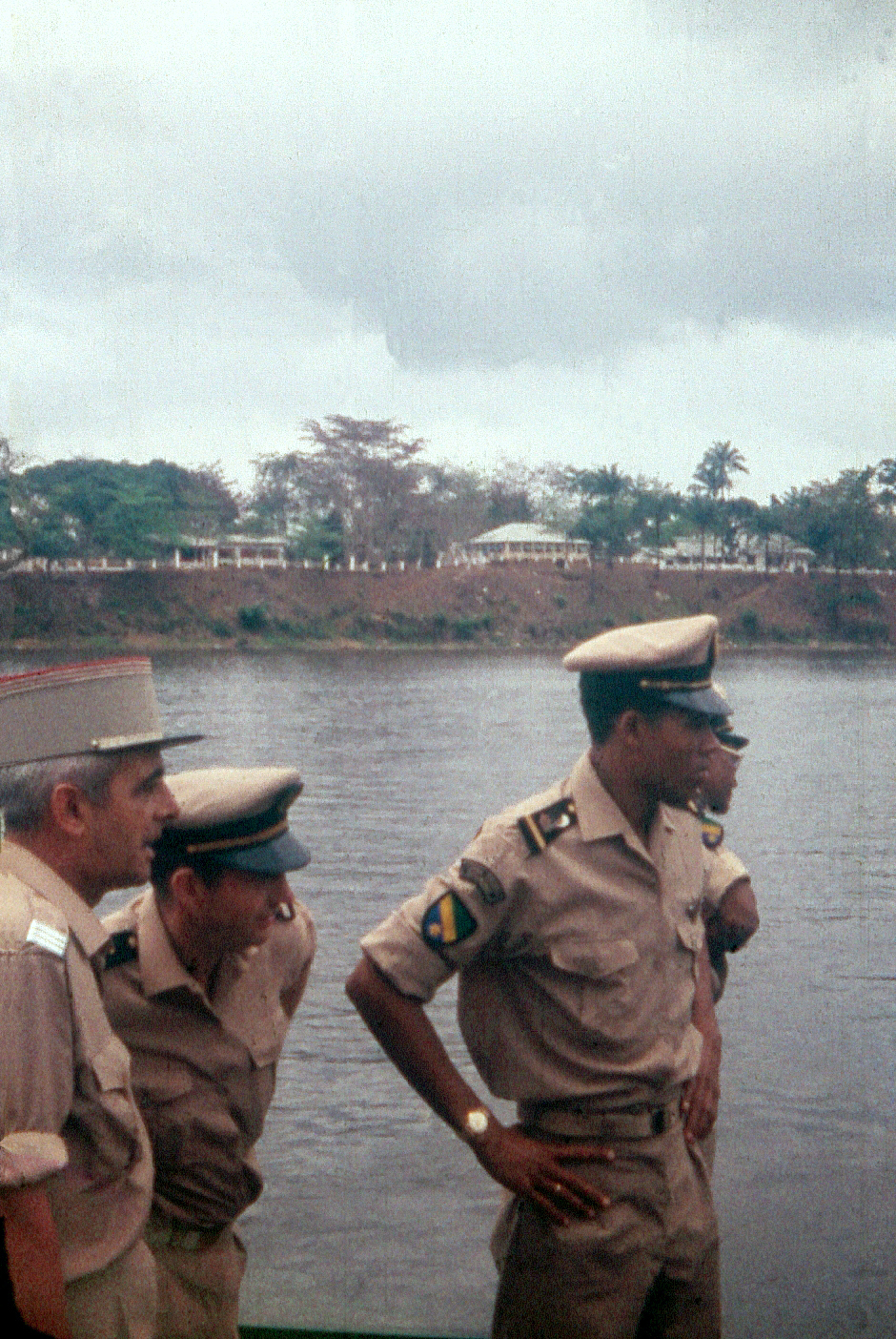
Габонські та французькі військовики

Упродовж ночі 17 лютого та раннього ранку 18 лютого 1964 року 150 габонських військовиків, жандармів та поліцейських на чолі з лейтенантом Жаком Момбо й Валером Ессоном захопили президентський палац. Були заарештовані голова Національної асамблеї Луї Бігманн, французькі офіцери Клод Олін і Мажор Руаер, кілька міністрів і президент Габону Мба, якого підняли з ліжка під прицілом рушниці. На місцевому радіо «Radio Libreville» військовики оголосили про здійснення державного перевороту і звернулись до жителів країни з проханням про надання технічної допомоги. Окрім того, заколотники попрохали Францію не втручатись до внутрішніх справ країни. У свою чергу Мба наказали виступити з промовою, в якій він мав визнати своє усунення від посади.
Під час перевороту не було зроблено жодного пострілу. Не спостерігалось жодних заворушень з боку населення, що військовики сприйняли як схвалення їхніх дій громадянами країни. Було сформовано перехідний уряд, а пост президента було запропоновано Обаму. Членами уряду стали цивільні політики як з партії ГДСС, так і з ГДБ (наприклад Пол Гонджу). Щодо організаторів перевороту, вони взяли на себе функцію забезпечення безпеки серед мирного населення. Малочисельна габонська армія не брала участі у перевороті; складаючись переважно з французьких офіцерів, армія залишилась у казармах.
Обам, у свою чергу, нічого не знав про державний переворот, поки йому не зателефонував рано вранці посол Франції в Габоні, розбуджений натовпом на вулицях. Обам відповів послу, що з'ясує, чому в країні «не було уряду» (посол прямо не згадав про переворот). Однак невдовзі до будинку Обама під'їхала машина з членами революційного комітету, які відвезли його до будівлі уряду й одразу ж призначили президентом Габону.
Другий лейтенант Ндо Еду надав інструкції щодо перевезення Мба до міста Нджоле, яке підтримувало Обама. Однак через сильний дощ усунутий президент і ті, хто взяв його у полон сховались у невідомому селі. Наступного ранку колишнього главу держави було перевезено до Ламбарене, а за кілька годин він повернувся до Лібревіля. Новий глава уряду невдовзі після свого призначення зв'язався з послом Франції, запевнивши того у збереженні прав власності іноземних громадян на своє майно у Габоні. Окрім того, посла попрохали попередити будь-яке французьке військове втручання.
Однак у Парижі президент Франції Шарль де Голль ухвалив інше рішення. Мба вважався одним з найбільш лояльних союзників Франції в Африці. Під час свого візиту до Франції Мба заявив: «усі жителі Габону мають дві батьківщини: Францію та Габон». Окрім того, за часів його режиму до європейців ставились дружньо. Тому де Голль після наради зі своїм радником з африканських питань Жаком Фоккаром ухвалив рішення відновити в Габоні законний уряд. Окрім того, такий крок не суперечив двосторонній угоді між країнами, укладеній 1960 року новим главою уряду Габону — Обамом, який тоді обіймав посаду міністра закордонних справ. Однак, відповідно до угоди, інтервенція могла статись тільки у разі запиту з боку президента Габону. Зважаючи на те, що Мба перебував під арештом, французька сторона зв'язалась із габонським віце-президентом, який був вільний. Тим не менше віце-президент обрав незрозумілу позицію, тому французи вирішили скласти листа, датованого заднім числом, яке надалі мав підписати віце-президент, надавши таким чином згоду на інтервенцію. Менш ніж за 24 години французькі війська, розквартировані в Дакарі та Браззавілі, висадились у Лібревілі й відновили режим Мба. Під час операції було вбито одного французького солдата, натомість з габонської сторони загинуло від 15 до 25 осіб

### Судовий процес у Ламбарене
Під час французької інтервенції Обаму й Гонджу вдалось утекти з Лібревіля, однак надалі політиків упіймали. У серпні в Ламбарене розпочався судовий процес над військовими заколотниками та членами перехідного уряду. У країні було запроваджено особливий стан, відповідно до якого органам місцевого самоврядування було доручено наглядати за підозрюваними заколотниками державного перевороту. У разі необхідності дозволялось вводити комендантську годину. Для проїзду містом було потрібне спеціальне посвідчення. Судовий процес проходив у будівлі школи на березі річки Огове, неподалік від лікарні Альберта Швейцера. З огляду на те, що приміщення було невеликим, під час процесу було закрито доступ не лише для громадськості, але й для членів родин звинувачуваних. Висвітлення процесу у ЗМІ також було нешироким, оскільки були допущені лише представники відомих новинних видань. Окрім того, було введено обмеження щодо захисту звинувачуваних.
Під час процесу було допитано 64 свідків. Обам і деякі інші члени перехідного уряду заявили про те, що їх участь у державному перевороті була спричинена бездіяльністю габонської армії. Суддя Леон Ож, у свою чергу, заявив, що «якщо це єдина причина для державного перевороту, то звинувачувані заслуговують на жорстоке покарання». Обам підтвердив, що не брав участі у розробці плану перевороту. Відповідно до його показів, він сформував перехідний уряд відповідно до Конституції на вимогу путчистів. На його думку, французька інтервенція була незаконною, з чим погодились Гонджу й колишній міністр освіти Жан-Маре Еко.
9 вересня суддя виніс вердикт без консультацій із Мба. Обам, як і більшість підсудних, був засуджений до 10 років каторжних робіт і до 10 років заслання на острові Сеттекама за 160 км від узбережжя Габону. Незважаючи на те, що сам Обам не мав значної популярності під час своєї політичної кар'єри, відповідно до журналу Time, його арешт «підніс Обама до рівня героя в очах схвильованої громадськості». Під час відбування 10-річної каторги Обама неодноразово били наглядачі. Окрім Обама Мба ув'язнив понад 150 опонентів, більшість з яких були засуджені до 20 років каторжних робіт. Актору й лікарю було дано термін у 10 років ув'язнення. Закликаючи до миру 18 лютого, Мба дав обіцянку, що його вороги не будуть «ані помилувані, ані прощені», оскільки заслуговують на «повне покарання».

### Останні роки життя
1972 року наступник Мба на посту президента Габону, Омар Бонго, дозволив Обаму повернутись до Габону. Пізніше він проживав у Парижі, пішовши з політики. 1981 року Обам відвідав Лібревіль. З цього приводу Бонго призначив його «спеціальним радником» — здебільшого, то була почесна посада. 12 грудня 1984 будинок Обама було підірвано екстремістами, які виступали проти Руху за національне відродження (при цьому сам політик ніколи не підтримував той рух). На щастя ані Обам, ані його родина не постраждали.
1989 року в Лібревілі Обам помер. Після його смерті у столиці було відкрито школу на честь політика.